# Karlö gamla kyrka

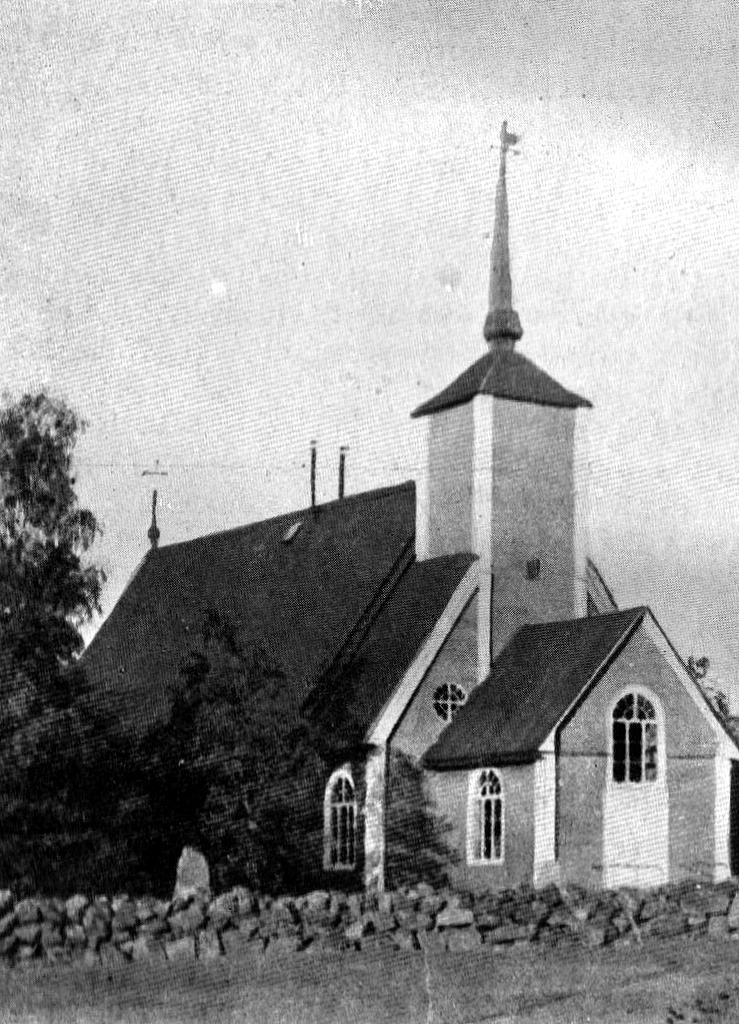
Karlö gamla kyrka.

Karlö gamla kyrka var en kyrkobyggnad i Karlö i  Norra Österbotten. Kyrkan var en av de äldsta träkyrkorna i Finland. Kyrkan byggdes under 1610- och 1620-talet och förstorades 1686 när församlingen på Karlö växte. Kyrkan var uppförd som en blockpelarkyrka och var 17,8 meter lång och 9 meter bred. Tornet var byggt på den västra gaveln. Kyrkan var dekorerad med målningar. Det är inte känt vem som utfört de första målningarna. År 1659 fick kyrkan nya målningar av Christian Wilbrandt.
Kyrkan förlängdes 1686 med nästan sju meter. Kyrktornet som börjat luta renoverades år 1730. En separat klockstapel byggdes 1760. Kyrkan restaurerades 1964–1966 under ledning av Esko Järventaus, då togs bland annat de gamla målningarna fram. 
Den 2 augusti 1968 förstördes kyrkan i en brand som började i klockstapeln. Den nya Karlö kyrka byggdes under 1970-talet.
Den nya kyrkan har en del föremål som räddades undan lågorna. Trappan och stenfoten finns bevarade vid den nya kyrkan. Grunden används som sommarkyrka.